# 寺津村
寺津村（てらづむら）は山形県東村山郡にあった村。現在の天童市南西端にあたる。

## 地理
- 河川：須川

## 歴史
- 1889年（明治22年）4月1日 - 町村制の施行により、藤内新田村、寺津村の区域をもって発足。
- 1954年（昭和29年）10月1日 - 東村山郡天童町・成生村・蔵増村・津山村・北村山郡山口村・田麦野村と合併して天童町が発足。同日寺津村廃止。